# مارتن راسيل ثاير
مارتن راسيل ثاير (بالإنجليزية: Martin Russell Thayer) هو قاضي ومحامي وسياسي أمريكي، ولد في 27 يناير 1819 في الولايات المتحدة، وتوفي في 14 أكتوبر 1906. حزبياً، نشط في الحزب الجمهوري. وقد انتخب عضو مجلس النواب الأمريكي.